# Визволення Парижа

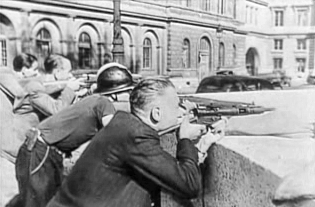
Вуличні бої в Парижі. 19 серпня 1944

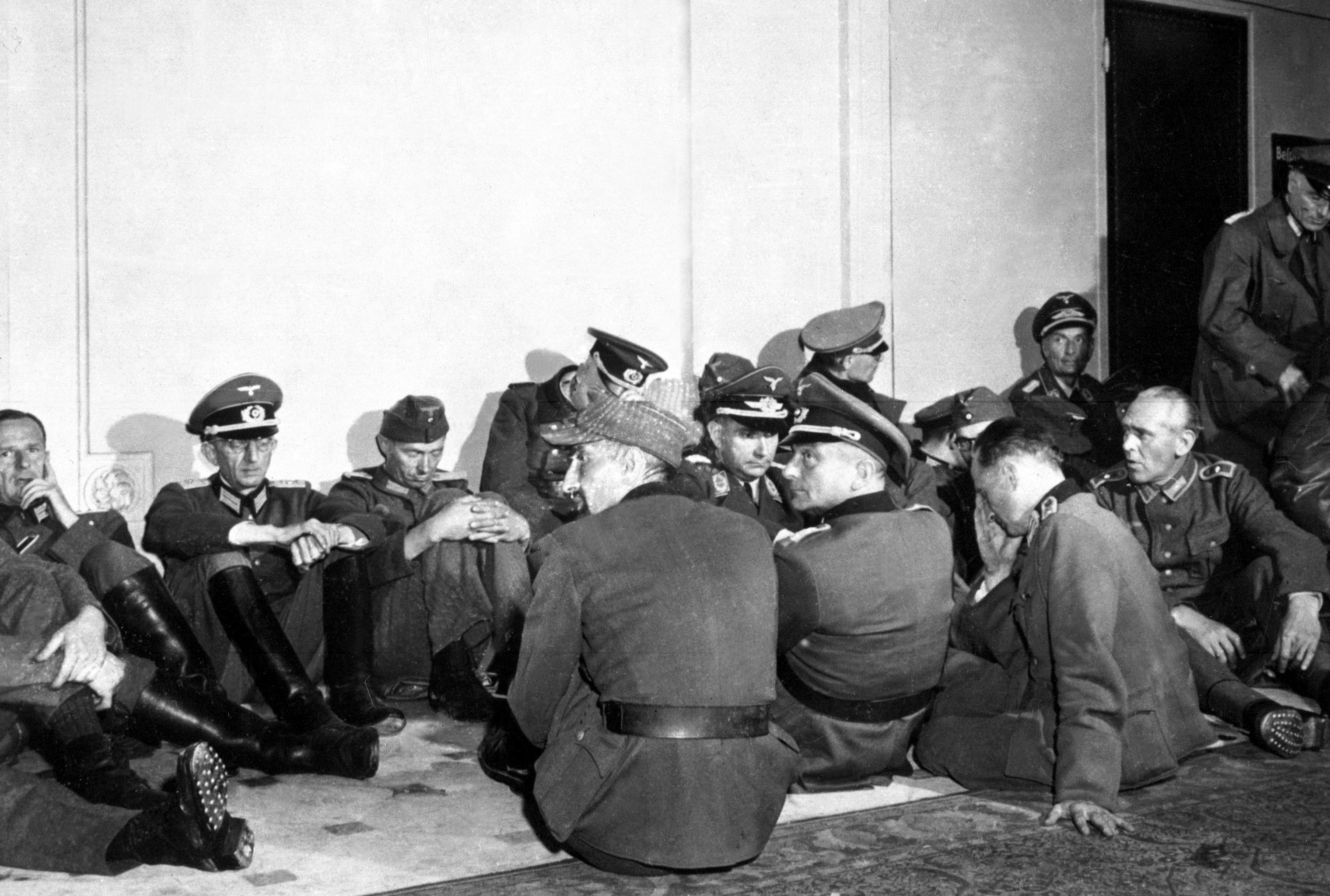
Німецькі офіцери захоплені в полон військами Вільної Франції. 26 серпня 1944

Визволення Парижа (англ. Liberation of Paris, фр. Libération de Paris) — історична подія, коли в ході операції «Оверлорд» у результаті наступальної операції американських та французьких військ Вільної Франції була визволена від німецьких окупантів столиця Франції — Париж.

## Передісторія
Париж був окупований німцями 14 червня 1940 року, через місяць після того, як вермахт увійшов на територію Франції. 22 червня Франція капітулювала і згодом було створено маріонетковий уряд нової Франції зі столицею у місті Віші. У самій Франції й за її межами організувалися сили Опору, котрі воювали як проти Німеччини, так і проти місцевих колаборантів.
2-га мотопіхотна французька дивізія була сформована в Лондоні в кінці 1943 року і призначалась спеціально для операції визволення Парижа після відкриття Другого фронту. У серпні 1944 під керівництвом генерала Філіппа Леклерка вона десантувалась у Нормандії й увійшла до складу 3-ї американської армії генерала Джорджа Паттона. 18 серпня англо-американські війська підійшли до Парижа й у місті силами Руху опору було підняте збройне повстання.
У цей час верховний головнокомандувач військами союзників у Європі Дуайт Ейзенгауер ухвалив рішення обминути Париж і не штурмувати місто, щоб не відвертати значні сили від інших операцій на Західному фронті. 21 серпня він повідомив про це Шарля де Голля. Де Голль намагався заперечувати, посилаючись на слабість німецьких сил у Парижі й на моральне значення для французів факту визволення столиці, але не знайшов розуміння і повідомив, що у випадку, якщо Ейзенхауер не віддасть наказ визволити Париж, він, де Голль, сам віддасть наказ дивізії Леклерка штурмувати місто.

## Перебіг визволення
22 серпня Ейзенгауер погодився провести операцію з визволення Парижа, і наступного дня французька дивізія атакувала місто з півночі, а американська — з півдня. У цей час війська німецького генерала Холтіца вели бої із силами Руху опору й ослабили військові рубежі на підходах до Парижа.
Гітлер віддав наказ захищати столицю Франції до останнього солдата і, в разі можливого відступу, перетворити місто на руїну. За розпорядженням Дітріха фон Холтіца мости, стратегічні та військові об'єкти й пам'ятники архітектури були заміновані, але в останній момент генерал відмовився підривати місто — він не захотів входити в історію, як людина, що знищила найзнаменитіше місто Європи.
24 серпня Друга французька мотопіхотна дивізія перетнула Сену й увійшла на околиці Парижа, а близько півночі зайняла центр міста; на півдні й сході місто зайняли американці. Протягом ночі опір окупантів було подолано і близько 20 тисяч з них здалися в полон. 25 серпня було заарештовано генерала Холтіца, і ополудні він підписав акт про передачу міста уряду генерала де Голля; 26 серпня де Голль і Леклерк прийняли урочистий парад військ, котрі маршем пройшлися по Єлисейських полях.
29 серпня німецький снайпер ледь не застрелив генерала Шарля де Голля. Лідер руху «Вільна Франція» саме виступав на параді, коли снайпер вистрілив у нього з даху готелю, який знаходився неподалік. Снайпер промахнувся і його швидко знешкодили, а Шарль де Голль спокійно завершив промову. Активні прихильники режиму Віші в цей час були арештовані та страчені.

## Наслідки
Національне повстання полегшило дії англо-американських військ і значно прискорило визволення країни. В середині вересня 1944 року майже вся територія Франції, за винятком Ельзасу і Лотарингії, була очищена від окупантів. У листопаді-грудні 1944 завершилося визволення Ельзасу та Лотарингії.
Вішистський режим впав. Влада на визволеній території перейшла до Тимчасового уряду на чолі з де Голлем. Його визнали уряди СРСР, Англії та США.